# Eidgenössische Postkommission
Die Eidgenössische Postkommission (PostCom; französisch Commission fédérale de la poste, italienisch Commissione federale delle poste) wurde durch das Postgesetz am 1. Oktober 2012 neu geschaffen und löste damit die Postregulationsbehörde PostReg als Regulierungsbehörde im Schweizerischen Postmarkt ab. Die PostCom wacht über die Qualität der postalischen Grundversorgung in der Schweiz und setzt sich für eine nachhaltige Entwicklung des Postmarktes ein. Sie informiert die Bevölkerung über ihre Tätigkeit und schlägt dem Bundesrat konkrete Massnahmen vor, um ihre Aufgaben erfüllen zu können.

## Organisation
Die Kommission setzt sich aus sieben durch den Bundesrat gewählten Mitgliedern zusammen und wird durch ein Fachsekretariat unterstützt. Präsidentin der PostCom ist seit Februar 2021 Anne Seydoux-Christe, zuvor hatten Hans Hollenstein von 2012 bis 2019 und Géraldine Savary von 2020 bis Januar 2021 das Amt inne. Das Fachsekretariat mit neun Mitarbeitenden wird von Michel Noguet geleitet. Es unterbreitet der PostCom Anträge und führt ihre Entscheide aus. Das Fachsekretariat steht direkt mit Betroffenen, Behörden und Dritten in Kontakt. Als unabhängige Behörde ist die PostCom einzig administrativ dem Eidgenössischen Departement für Umwelt, Verkehr, Energie und Kommunikation (UVEK) angegliedert.

## Tätigkeiten

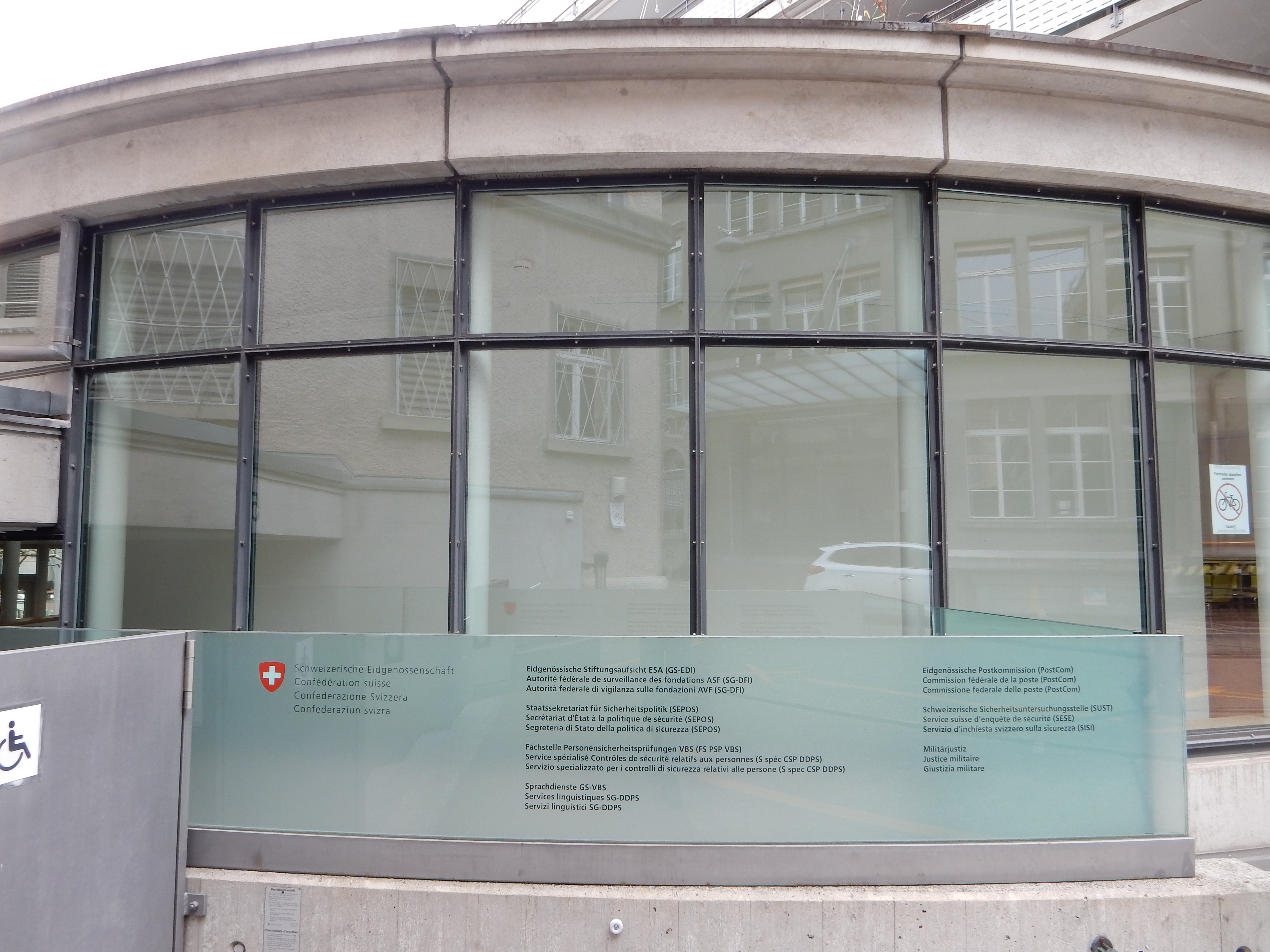
Eingang zur PostCom in Bern, Monbijoustrasse 51A

Gemäss Postgesetz (PG) hat die PostCom unter anderem folgende Hauptaufgaben:
- Registrierung von Anbieterinnen
- Überwachung der branchenüblichen Arbeitsbedingungen
- Überwachung der Einhaltung von Informations- und Auskunftspflichten
- Beaufsichtigung über die Einhaltung des gesetzlichen Grundversorgungsauftrages
- Qualitätsprüfung der Grundversorgung
- Überwachung der Einhaltung des Quersubventionierungsverbots
- Einrichtung einer Schlichtungsstelle
- Marktbeobachtung bezüglich der Versorgung aller Landesteile

Ausserdem orientiert sie die Öffentlichkeit jedes Jahr in einem Tätigkeitsbericht über die Entwicklung des Poststellennetzes, der Qualität der Dienstleistungen der Grundversorgung, der Finanzierung der Grundversorgung und die wesentlichen Entwicklungen im Postmarkt.

## Schlichtungsstelle
Die von der PostCom eingerichtete unabhängige Schlichtungsstelle hat am 15. Oktober 2013 ihre Tätigkeit aufgenommen. Geleitet wird sie von der Rechtsanwältin   Marianne Sonder. Die Schlichtungsstelle kann bei Streitigkeiten zwischen  Kunden und Anbietern von Postdiensten angerufen werden, beispielsweise wenn es um eine Schadenersatzforderung geht, weil eine Sendung zu spät geliefert wurde. Die Parteien sind durch den Schlichtungsentscheid nicht gebunden und können das Verfahren vor Zivilgericht weiterziehen, welches zwischen den Postanbietern und Privatpersonen bei zivilrechtlichen Streitigkeiten vermittelt. Ausführliche Angaben sind auf der Website der Schlichtungsstelle verfügbar.

## Weblink
- Website der PostCom

Koordinaten: 46° 56′ 30,3″ N, 7° 26′ 10,3″ O; CH1903: 599814 / 198961